# Cauchyscher Grenzwertsatz
Der Cauchysche Grenzwertsatz wurde erstmals von dem französischen Mathematiker Augustin Louis Cauchy formuliert. Er ist ein Spezialfall des allgemeineren Satzes von Cesàro–Stolz und besagt:
Aus der Konvergenz einer Zahlenfolge folgt die Konvergenz der Cesàro-Mittel der Folge gegen denselben Grenzwert. Oder: Aus  {\displaystyle a_{n}\to a}  folgt  {\displaystyle (a_{1}+\cdots +a_{n})/n\ \to a}.

## Verwandte Resultate und Erweiterungen
Betrachtet man statt des gewöhnlichen arithmetischen Mittels ein gewichtetes Mittel, so folgt aus der Konvergenz der ursprünglichen Folge auch die Konvergenz der gewichteten Mittel, das heißt, es gilt der folgende Satz:
Sei {\displaystyle (a_{n})} eine beliebige Folge mit {\displaystyle a_{n}\to a} und {\displaystyle (p_{n})} eine Folge positiver Zahlen mit {\displaystyle {\frac {1}{p_{1}+\cdots +p_{n}}}\to 0}. Dann gilt auch:  {\displaystyle {\frac {p_{1}a_{1}+\cdots +p_{n}a_{n}}{p_{1}+\cdots +p_{n}}}\to a} .
Für das geometrische Mittel gilt ebenfalls ein analoger Satz:
Sei {\displaystyle (a_{n})} eine Folge mit {\displaystyle a_{n}>0}, {\displaystyle a_{n}\to a}. Dann gilt auch:   {\displaystyle {\sqrt[{n}]{a_{1}\cdot a_{2}\cdot \cdots \cdot a_{n}}}\ \to a} .

## Beweis des Cauchyschen Grenzwertsatzes
Sei {\displaystyle \varepsilon >0} beliebig und {\displaystyle N\in \mathbb {N} } so gewählt, dass  {\displaystyle |a_{k}-a|\leq {\tfrac {\varepsilon }{2}}}  ist für alle
{\displaystyle k\geq N}. 
Wegen  {\displaystyle \lim _{n\to \infty }{\frac {1}{n}}\sum _{k=1}^{N}(a_{k}-a)=0}  gibt es ein
 {\displaystyle M\in \mathbb {N} }  mit   {\displaystyle \left|{\frac {1}{n}}\sum _{k=1}^{N}(a_{k}-a)\right|\leq {\frac {\varepsilon }{2}}}  
für  {\displaystyle n\geq M} .
Für alle {\displaystyle n\geq \max(N,M)} folgt dann
{\displaystyle {\begin{aligned}\left|{\frac {1}{n}}\left(\sum _{k=1}^{n}a_{k}\right)-a\right|&=\left|{\frac {1}{n}}\sum _{k=1}^{n}(a_{k}-a)\right|=\left|{\frac {1}{n}}\sum _{k=1}^{N}(a_{k}-a)+{\frac {1}{n}}\sum _{k=N+1}^{n}(a_{k}-a)\right|\\&\leq \left|{\frac {1}{n}}\sum _{k=1}^{N}(a_{k}-a)\right|+{\frac {1}{n}}\sum _{k=N+1}^{n}|a_{k}-a|\leq {\frac {\varepsilon }{2}}+{\frac {(n-N)\varepsilon }{2n}}\leq \varepsilon .\end{aligned}}}